# Scenerna som förändrade filmen
Scenerna som förändrade filmen är en svensk dokumentärserie om filmhistoria från 2016, med manus och regi av Magnus Sjöström.
Serien är producerad av UR och sändes ursprungligen på SVT i januari 2016.

## Beskrivning

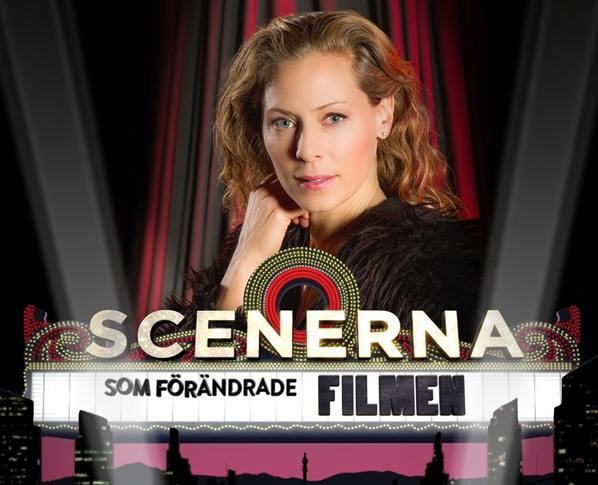
Seriens programledare: Eva Röse. Foto: Fredrik Olsson/UR

Scenerna som förändrade filmen skildrar filmer och filmscener som påverkat västerlandets filmhistoria, med fokus på utvecklingen efter andra världskriget. Programmen är tematiskt indelade och varje avsnitt porträtterar tre specifika filmer som på olika sätt förändrat filmens utveckling: 
Episod 1 - Genrer: 2001 – En rymdodyssé (1968), När Harry träffade Sally...  (1989) och Ringu (1998).
Episod 2 - Öppningen: Det sjunde inseglet (1957), Seven (1995) och Sunset Boulevard (1950).
Episod 3 - Rollfigurer: Yojimbo (1961), Alla helgons blodiga natt (1978) och Storstadshamn(1954).
Episod 4 - Teknik: Rocky (1976), Festen (1998) och The Matrix (1999).
Episod 5 - Dramaturgi: Short Cuts (1993), Stalker (1979) och Borat (2006).
Episod 6 - Effekter: Jurassic Park (1993), The Thing (1982) och Toy Story (1995).
Episod 7 - Marknaden: Hajen (1975), The Crying Game (1992) och The Blair Witch Project (1999).
Episod 8 - Slutet: Till sista andetaget (1960), Bonnie och Clyde (1967) och De misstänkta (1995).
Scenerna som förändrade filmen är den fjärde upplagan i ordningen av URs ”Som förändrade”-serie om kulturhistoria. De övriga upplagorna i serien är: Låtarna som förändrade musiken (2012), Bilderna som förändrade vetenskapen (2013), Programmen som förändrade TV (2014), Ögonblicken som förändrade sporten (2019), Byggnaderna som förändrade staden (2019) samt Händelserna som förändrade klimatet (2024).